# ギデオン・ブゼレジ
ギデオン・ブゼレジ（Gideon Buthelezi、1986年7月26日 - ）は、南アフリカ共和国のプロボクサー。ハウテン州ボイパトン出身。元IBO世界ミニマム級王者。元IBO世界ライトフライ級王者。元IBO世界スーパーフライ級王者。IBO3階級制覇王者。

## 来歴
2006年7月21日、デビュー戦を行い、4回判定負けを喫しデビュー戦を白星で飾れなかった。
2008年5月30日、南アフリカミニマム級王者ジョナス・クガサゴと対戦し、12回2-1（113-117、116-113、115-113）の判定勝ちを収め王座獲得に成功した。
2008年9月12日、ツシェポ・レフェレと対戦し、6回2分36秒TKO負けを喫し初防衛に失敗、王座から陥落した。
2010年1月22日、ネルソン・ムチャーリとWBOアフリカミニマム級王座決定戦を行い、4回1分4秒TKO勝ちを収め王座獲得に成功した。
2010年6月19日、ロネル・フェレラス（フィリピン）とIBO世界ミニマム級王座決定戦を行い、12回3-0（3者とも117-111）の判定勝ちを収め王座獲得に成功した。
2010年9月18日、ジュリアス・アルコスに前日計量で体重超過があり、当初は初防衛戦の予定だったがミニマム級10回戦に変更して対戦し、10回3-0（98-92、99-90、97-91）の判定勝ちを収めた。
2011年1月27日、ミニマム級王座を保持したままIBO世界ライトフライ級王者ヘッキー・ブドラーと対戦し、12回2-1（118-114、115-113、113-117）の判定勝ちを収め、IBO王座の2階級制覇を達成した。
2011年9月24日、メキシコシティのフォロ・ポランコでWBC世界ライトフライ級王者アドリアン・エルナンデスと対戦し、2回2分20秒KO負けを喫し王座獲得に失敗、IBO王座は剥奪された。
2012年11月10日、ケンプトン・パークのエンペラーズ・パレスでエドリン・ダプドンとIBO世界スーパーフライ級王座決定戦を行い、12回2-1 (113-114、115-112、115-113）の判定勝ちを収めIBO王座の3階級制覇を達成した。
2013年6月15日、ケンプトン・パークのエンペラーズ・パレスでエドリン・ダプドンと再戦し、初回2分29秒KO負けを喫し初防衛に失敗、王座から陥落した
2014年12月6日、ナミビアウイントフックのウイントフック・カウンティ・クラブ・リゾートでWBOアフリカバンタム級王者でWBO世界バンタム級13位のイマヌエル・ナイジャラと対戦し、12回2-1の判定勝ちを収めWBOアフリカ王座の2階級制覇を達成した。
2015年7月24日、イースト・ロンドンのイースト・ロンドン・インターナショナル・コンベンション・センターでIBO世界スーパーフライ級王者ルワンディレ・シティヤタと対戦し、12回1-2（111-117、113-115、115-113）の判定負けを喫し、王座返り咲きに失敗した。
2015年12月18日、イースト・ロンドンのオリエント・シアターでマカゾレ・テテとIBO世界スーパーフライ級王座決定戦を行い、12回3-0（119-109、118-110、116-113）の判定勝ちを収め、2年6か月ぶりとなる王座返り咲きに成功した。
2016年4月29日、リンポポ州セシェゴでディエゴ・ルイス・ピカルド・リリアーノと対戦し、12回3-0（120-108、119-109、118-111）の判定勝ちを収め、初防衛に成功した。
2017年3月31日、ケンプトン・パークでアンヘル・アビレスと対戦し、12回3-0（119-109、118-110、115-113）の判定勝ちを収め3度目の防衛に成功した。
2022年7月29日、イースト・ロンドンのイースト・ロンドン・インターナショナル・コンベンション・センターでデーブ・アポリナリオとIBO世界フライ級王座決定戦を行うが、初回2分59秒KO負けを喫しIBO王座4階級制覇に失敗した。

## 獲得タイトル
- 南アフリカミニマム級王座
- IBO世界ミニマム級王座（防衛0）
- WBOアフリカミニマム級王座
- IBO世界ライトフライ級王座（防衛0）
- IBO世界スーパーフライ級王座（防衛0）
- WBOアフリカバンタム級王座
- IBO世界スーパーフライ級王座（2期目:防衛3=剥奪）